# Henrik Venant & Lyxorkestern
Henrik Venant & Lyxorkestern var ett rockband från Lund som bildades efter att Underjordiska Lyxorkestern splittrats 1983. 

## Medlemmar
- Henrik Venant – sång, gitarr, saxofon, minimoog
- Peter Strauss –trummor
- Björn Tiedemann – bas
- Pelle Johansson – gitarr

## Diskografi
- Juji Riders, LP 1983